# Obiekt (teoria kategorii)
Obiekt – w teorii kategorii nazwa elementu klasy, na której określona jest kategoria. Każda kategoria składa się z elementów dwóch klas nazywanych klasą obiektów i klasą morfizmów. Klasę obiektów kategorii {\displaystyle {\mathfrak {A}}} oznacza się przez {\displaystyle \mathrm {Ob} {\mathfrak {A}}.} Każdemu obiektowi {\displaystyle A} odpowiada jednoznaczny morfizm jednostkowy {\displaystyle 1_{A},} taki że dla każdego morfizmu {\displaystyle f\colon A\to B} o początku (dziedzinie) {\displaystyle A} zachodzi równość:
{\displaystyle f\circ 1_{A}=f,}
a dla każdego morfizmu {\displaystyle g\colon A\to B} o końcu (kodziedzinie) {\displaystyle B} zachodzi
{\displaystyle 1_{B}\circ g=g,}
przy czym różnym obiektom odpowiadają różne morfizmy jednostkowe.
Wyróżnia się specjalne rodzaje obiektów: obiekt początkowy, obiekt końcowy, obiekt zerowy, obiekty iniektywne.

## Przykłady
- W kategorii Set wszystkich zbiorów obiektami są zbiory, a morfizmami są funkcje pomiędzy nimi.
- W kategorii Gr wszystkich grup obiektami są grupy, a morfizmami są homomorfizmy między grupami.
- W kategorii Ab obiektami są grupy abelowe, a morfizmami są homomorfizmy.
- W kategorii VectK obiektami są przestrzenie wektorowe nad ciałem K, a morfizmami są odwzorowania K-liniowymi.
- W kategorii Metr obiektami są przestrzenie metryczne, a morfizmami są odwzorowania nierozszerzające.
- W kategorii Top obiektami są przestrzenie topologiczne, a morfizmami są przekształcenia ciągłe pomiędzy tymi przestrzeniami.

## Literatura dodatkowa
- Zbigniew Semadeni, Antoni Wiweger: Wstęp do teorii kategorii i funktorów. Wyd. 2. Warszawa: Państwowe Wydawnictwo Naukowe, 1978, seria: Biblioteka Matematyczna. Tom 45. Brak numerów stron w książce